# Bruno Mora (futbolista)
Bruno Mora (pronunciación en italiano: /ˈbruːno ˈmɔːra/; Parma, Italia, 29 de marzo de 1937-ibídem, 10 de diciembre de 1986) fue un jugador y entrenador de fútbol italiano. En su etapa como jugador profesional se desempeñaba como centrocampista.
Su hijo Nicola también fue futbolista.

## Fallecimiento
Falleció en 1986 a la edad de 49 años, debido a un tumor en el estómago.

## Selección nacional
Fue internacional con la selección de fútbol de Italia en 21 ocasiones y convirtió 4 goles. Formó parte del plantel italiano en la Copa del Mundo de 1962, donde jugó 2 partidos y anotó un gol contra Suiza en una victoria por 3-0 a favor de la Squadra Azzurra.

### Participaciones en Copas del Mundo
| Mundial                        | Sede  | Resultado      | Partidos | Goles |
| ------------------------------ | ----- | -------------- | -------- | ----- |
| Copa Mundial de Fútbol de 1962 | Chile | Fase de grupos | 2        | 1     |

## Clubes

### Como jugador
| Club      | País   | Año       |
| --------- | ------ | --------- |
| Sampdoria | Italia | 1957-1960 |
| Juventus  | Italia | 1960-1962 |
| Milan     | Italia | 1962-1969 |
| Parma     | Italia | 1969-1971 |

### Como entrenador
| Club    | País   | Año       |
| ------- | ------ | --------- |
| Parma   | Italia | 1977-1978 |
| Cassino | Italia | 1978-1979 |
| Parma   | Italia | 1982-1983 |

## Palmarés

### Campeonatos nacionales
| Título             | Club     | País   | Año  |
| ------------------ | -------- | ------ | ---- |
| Serie A            | Juventus | Italia | 1961 |
| Copa Italia        | Milan    | Italia | 1967 |
| Serie A            | Milan    | Italia | 1968 |
| Serie D (Girone B) | Parma    | Italia | 1970 |

### Copas internacionales
| Título                      | Club  | Sede                    | Año  |
| --------------------------- | ----- | ----------------------- | ---- |
| Copa de Campeones de Europa | Milan | Londres (Reino Unido)   | 1963 |
| Recopa de Europa            | Milan | Róterdam (Países Bajos) | 1968 |

### Distinciones individuales
| Distinción                                   |
| -------------------------------------------- |
| Incluido en el Salón de la Fama del AC Milan |